# Kommunens Väl (Kävlinge)
Kommunens Väl var ett lokalt parti i Kävlinge kommun med motstånd mot invandring högt upp på programmet.
Partiet bildades 1994 av Kenneth Sandberg, tidigare aktiv i Vänsterpartiet. I kommunalvalet samma år fick partiet 8 av 45 mandat. I valet 1998 tappade man 3 mandat och inför 2002 års val beslutade man sig för att inte delta för att ge plats åt Sverigedemokraterna.
Enligt Sverigedemokraterna gick Kommunens Väl upp i Sverigedemokraterna 2002.